# Supercopa de Alemania 2024
La Supercopa de Alemania 2024 fue la décima quinta edición del torneo y el partido de fútbol anual disputado entre los ganadores de la pasada temporada de la Bundesliga y la DFB-Pokal, tuvo lugar el 17 de agosto de 2024.
El encuentro lo disputaron el Bayer Leverkusen como campeón de la Bundesliga 2023-24 y de la Copa de Alemania 2023-24, y el Stuttgart como subcampeón de la Bundesliga 2023-24, quienes jugaron su segunda final de Supercopa. Bayer Leverkusen, ganadores del doblete local, fue el anfitrión en el BayArena en Leverkusen.

## Equipos participantes
| Bayer Leverkusen |  | Bandera de Renania del Norte-Westfalia |  | Campeón de la 1. Bundesliga 2023-24 y Copa de Alemania 2023-24 |
| Stuttgart        |  | Bandera de Baden-Wurtemberg            |  | Subcampeón de la 1. Bundesliga 2023-24                         |

## Partido
El horario corresponde al huso horario de Alemania (Hora central europea): UTC+2 en horario de verano (CEST).
| 17 de agosto | Bayer Leverkusen                     | 2:2 (1:1) (4:3 p.)            | Stuttgart                                    | BayArena, Leverkusen                                       |                                                            |
| 20:30        | Boniface 11' · Schick 88'            | DFB Reporte Soccerway Reporte | Millot 15' · Undav 63'                       | Asistencia: 30 210 espectadores Árbitro(s): Tobias Stieler | Asistencia: 30 210 espectadores Árbitro(s): Tobias Stieler |
|              |                                      | Tiros desde el punto penal    |                                              |                                                            |                                                            |
|              | Schick · Grimaldo · García · Tapsoba |                               | Millot · Demirović · Krätzig · Undav · Silas |                                                            |                                                            |

| 1          | Guardameta     | Lukáš Hrádecký   |     |
| 12         | Defensa        | Edmond Tapsoba   |     |
| 8          | Defensa        | Robert Andrich   | 73' |
| 3          | Defensa        | Piero Hincapié   |     |
| 19         | Centrocampista | Nathan Tella     | 73' |
| 24         | Centrocampista | Aleix García     |     |
| 34         | Centrocampista | Granit Xhaka     |     |
| 44         | Centrocampista | Jeanuël Belocian | 84' |
| 21         | Delantero      | Amine Adli       | 73' |
| 22         | Delantero      | Victor Boniface  | 41' |
| 11         | Delantero      | Martin Terrier   |     |
| Entrenador | Entrenador     | Xabi Alonso      |     |

| 33         | Guardameta     | Alexander Nübel        |     |
| 15         | Defensa        | Pascal Stenzel         | 83' |
| 29         | Defensa        | Anthony Rouault        |     |
| 24         | Defensa        | Jeff Chabot            |     |
| 7          | Defensa        | Maximilian Mittelstädt | 63' |
| 16         | Centrocampista | Atakan Karazor         |     |
| 6          | Centrocampista | Angelo Stiller         | 62' |
| 18         | Centrocampista | Jamie Leweling         | 63' |
| 27         | Centrocampista | Chris Führich          | 77' |
| 8          | Delantero      | Enzo Millot            |     |
| 9          | Delantero      | Ermedin Demirović      |     |
| Entrenador | Entrenador     | Sebastian Hoeneß       |     |

| 4  | Defensa   | Jonathan Tah       | 41' |
| 10 | Delantero | Florian Wirtz      | 73' |
| 14 | Delantero | Patrik Schick      | 73' |
| 30 | Defensa   | Jeremie Frimpong   | 73' |
| 20 | Defensa   | Alejandro Grimaldo | 84' |

| 26 | Delantero      | Deniz Undav   | 62' |
| 13 | Defensa        | Frans Krätzig | 63' |
| 14 | Delantero      | Silas         | 63' |
| 17 | Delantero      | Justin Diehl  | 77' |
| 5  | Centrocampista | Yannik Keitel | 83' |

| Anotado | 11' | Victor Boniface | 1−0 |
| Anotado | 88' | Patrik Schick   | 2−2 |

| Anotado | 15' | Enzo Millot | 1−1 |
| Anotado | 63' | Deniz Undav | 1−2 |

|                    |                  | 0:1 | Acierto de penal          | Enzo Millot       |
| Patrik Schick      | Acierto de penal | 1:1 |                           |                   |
|                    |                  | 1:2 | Acierto de penal          | Ermedin Demirović |
| Alejandro Grimaldo | Acierto de penal | 2:2 |                           |                   |
|                    |                  | 2:2 | Fallo de penal (Atajado)  | Frans Krätzig     |
| Aleix García       | Acierto de penal | 3:2 |                           |                   |
|                    |                  | 3:3 | Acierto de penal          | Deniz Undav       |
| Edmond Tapsoba     | Acierto de penal | 4:3 |                           |                   |
|                    |                  | 4:3 | Fallo de penal (desviado) | Silas             |

| Amonestado | 60' | Granit Xhaka     |
| Amonestado | 71' | Edmond Tapsoba   |
| Amonestado | 80' | Victor Boniface  |
| Amonestado | 85' | Florian Wirtz    |
| Amonestado | 86' | Jeremie Frimpong |

| Amonestado | 44' | Angelo Stiller    |
| Amonestado | 71' | Ermedin Demirovic |
| Amonestado | 78' | Enzo Millot       |
| Amonestado | 82' | Pascal Stenzel    |
| Amonestado | 86' | Jeff Chabot       |

| Expulsado | 37' | Martin Terrier |

| Árbitro             | Tobias Stieler       |
| Árbitros asistentes | Christian Gittelmann |
| Árbitros asistentes | Jonas Weickenmeier   |
| Cuarto árbitro      | Florian Exner        |
| VAR                 | Pascal Müller        |
| Adicional VAR       | Justus Zorn          |

| 1          | Guardameta     | Lukáš Hrádecký   |     |
| 12         | Defensa        | Edmond Tapsoba   |     |
| 8          | Defensa        | Robert Andrich   | 73' |
| 3          | Defensa        | Piero Hincapié   |     |
| 19         | Centrocampista | Nathan Tella     | 73' |
| 24         | Centrocampista | Aleix García     |     |
| 34         | Centrocampista | Granit Xhaka     |     |
| 44         | Centrocampista | Jeanuël Belocian | 84' |
| 21         | Delantero      | Amine Adli       | 73' |
| 22         | Delantero      | Victor Boniface  | 41' |
| 11         | Delantero      | Martin Terrier   |     |
| Entrenador | Entrenador     | Xabi Alonso      |     |

| 33         | Guardameta     | Alexander Nübel        |     |
| 15         | Defensa        | Pascal Stenzel         | 83' |
| 29         | Defensa        | Anthony Rouault        |     |
| 24         | Defensa        | Jeff Chabot            |     |
| 7          | Defensa        | Maximilian Mittelstädt | 63' |
| 16         | Centrocampista | Atakan Karazor         |     |
| 6          | Centrocampista | Angelo Stiller         | 62' |
| 18         | Centrocampista | Jamie Leweling         | 63' |
| 27         | Centrocampista | Chris Führich          | 77' |
| 8          | Delantero      | Enzo Millot            |     |
| 9          | Delantero      | Ermedin Demirović      |     |
| Entrenador | Entrenador     | Sebastian Hoeneß       |     |

| 4  | Defensa   | Jonathan Tah       | 41' |
| 10 | Delantero | Florian Wirtz      | 73' |
| 14 | Delantero | Patrik Schick      | 73' |
| 30 | Defensa   | Jeremie Frimpong   | 73' |
| 20 | Defensa   | Alejandro Grimaldo | 84' |

| 26 | Delantero      | Deniz Undav   | 62' |
| 13 | Defensa        | Frans Krätzig | 63' |
| 14 | Delantero      | Silas         | 63' |
| 17 | Delantero      | Justin Diehl  | 77' |
| 5  | Centrocampista | Yannik Keitel | 83' |

| Anotado | 11' | Victor Boniface | 1−0 |
| Anotado | 88' | Patrik Schick   | 2−2 |

| Anotado | 15' | Enzo Millot | 1−1 |
| Anotado | 63' | Deniz Undav | 1−2 |

|                    |                  | 0:1 | Acierto de penal          | Enzo Millot       |
| Patrik Schick      | Acierto de penal | 1:1 |                           |                   |
|                    |                  | 1:2 | Acierto de penal          | Ermedin Demirović |
| Alejandro Grimaldo | Acierto de penal | 2:2 |                           |                   |
|                    |                  | 2:2 | Fallo de penal (Atajado)  | Frans Krätzig     |
| Aleix García       | Acierto de penal | 3:2 |                           |                   |
|                    |                  | 3:3 | Acierto de penal          | Deniz Undav       |
| Edmond Tapsoba     | Acierto de penal | 4:3 |                           |                   |
|                    |                  | 4:3 | Fallo de penal (desviado) | Silas             |

| Amonestado | 60' | Granit Xhaka     |
| Amonestado | 71' | Edmond Tapsoba   |
| Amonestado | 80' | Victor Boniface  |
| Amonestado | 85' | Florian Wirtz    |
| Amonestado | 86' | Jeremie Frimpong |

| Amonestado | 44' | Angelo Stiller    |
| Amonestado | 71' | Ermedin Demirovic |
| Amonestado | 78' | Enzo Millot       |
| Amonestado | 82' | Pascal Stenzel    |
| Amonestado | 86' | Jeff Chabot       |

| Expulsado | 37' | Martin Terrier |

| Árbitro             | Tobias Stieler       |
| Árbitros asistentes | Christian Gittelmann |
| Árbitros asistentes | Jonas Weickenmeier   |
| Cuarto árbitro      | Florian Exner        |
| VAR                 | Pascal Müller        |
| Adicional VAR       | Justus Zorn          |

| \| Estadísticas \| BLV \| STU \| \| ------------------ \| --- \| --- \| \| Tiros \| 12 \| 12 \| \| Tiros al arco \| 4 \| 4 \| \| Faltas \| 10 \| 19 \| \| Penales \| 0 \| 0 \| \| Tiros de esquina \| 10 \| 3 \| \| Fueras de juego \| 4 \| 0 \| \| Tarjetas amarillas \| 5 \| 5 \| \| Tarjetas rojas \| 1 \| 0 \| \| Posesión \| 34% \| 66% \| | Alineación inicial |     |
| Estadísticas | BLV                | STU |
| Tiros | 12                 | 12  |
| Tiros al arco | 4                  | 4   |
| Faltas | 10                 | 19  |
| Penales | 0                  | 0   |
| Tiros de esquina | 10                 | 3   |
| Fueras de juego | 4                  | 0   |
| Tarjetas amarillas | 5                  | 5   |
| Tarjetas rojas | 1                  | 0   |
| Posesión | 34%                | 66% |

|                                        |
| Bandera de Renania del Norte-Westfalia |
| Campeón Bayer Leverkusen 1.er título   |